# Ithocritus niger
Ithocritus niger là một loài bọ cánh cứng trong họ Cerambycidae.